# 1980 год в искусстве
1980 год был отмечен рядом событий, оставивших заметный след в истории изобразительного искусства мира.

## События
- май-сентябрь — ретроспективная выставка работ Пабло Пикассо в музее современного искусства в Нью-Йорке.

- 14 апреля в Ленинграде в ЦВЗ «Манеж» открылась выставка произведений ленинградских художников, посвящённых 110-й годовщине со дня рождения В. И. Ленина. Экспонировалось свыше 1500 произведений художников Николая Бабасюка, Игоря Веселкина, Ларисы Кирилловой, Елены Костенко, Бориса Лавренко, Олега Ломакина, Бориса Малуева, Ивана Пентешина, Глеба Савинова, Леонида Фокина, Андрея Яковлева и других мастеров изобразительного искусства Ленинграда.[1]

- 17 апреля — Пятая Зональная выставка «Край Чернозёмный» открылась в Брянске. Экспонировались 1375 произведений 272 авторов[2].

- 7 мая в Москве на бульваре Генерала Карбышева открыт памятник генералу Д. М. Карбышеву. Авторы памятника скульптор В. Е. Цигаль, архитектор А. М. Половников. Памятник отлит целиком из бронзы, в виде устремлённых ввысь 8-метровых форм, символизирующих ледяные глыбы, на которых укреплён куб с портретом героя.

- 13 июня — Пятая Зональная выставка «Сибирь социалистическая» открылась в Барнауле. Экспонировались 2185 произведений 580 авторов[3].

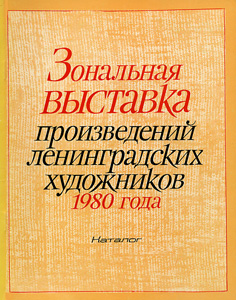
Каталог выставки

- Выставка произведений Непринцева Юрия Михайловича открылась в залах Академии художеств СССР в Москве[4].

- Выставка «Павел Шиллинговский и его ученики» открылась в Музее Академии художеств в Ленинграде.

- 19 сентября — Зональная выставка «Москва» открылась в ЦВЗ «Манеж». Экспонировалось 2500 произведений живописи, скульптуры, графики, декоративно-прикладного и театрально-декорационного искусства 1360 авторов[5].

- Выставка произведений Токарева Владимира Фёдоровича открылась в залах Ленинградского отделения Союза художников РСФСР.[6]

- Выставка произведений Рончевской Людмилы Алексеевны открылась в залах Ленинградского отделения Союза художников РСФСР.[7]

- 5 октября — Пятая Зональная выставка «Советский Дальний Восток» открылась в Чите. Экспонировались 1700 произведений 530 авторов[8].

- Выставка произведений Володимирова Николая Николаевича открылась в залах Ленинградского отделения Союза художников РСФСР.[9]

## Скончались
- 15 марта — Грушко Абрам Борисович, советский живописец и педагог (род. в 1918).
- 18 мая — Чуйков Семён Афанасьевич, советский живописец, Народный художник СССР, лауреат двух Сталинских премий (род. в 1902).
- 3 июля — Каплан Анатолий Львович, советский график (род. в 1903).
- 5 июля — Тышлер Александр Григорьевич, советский живописец, график, театральный художник, скульптор, лауреат Сталинской премии (род.в 1898).
- Горпенко, Анатолий Андреевич
- 3 января — Джой Адамсон — натуралист, писательница, художница, защитница живой природы; убита.
- 22 февраля — Оскар Кокошка (93) — австрийский художник и писатель чешского происхождения, крупнейшая фигура австрийского экспрессионизма.
- 29 февраля — Джил Элвгрен (65) — американский художник и иллюстратор в стиле пинап.